# Dan Wesson Firearms
Pour les articles homonymes, voir Dan Wesson et Wesson.

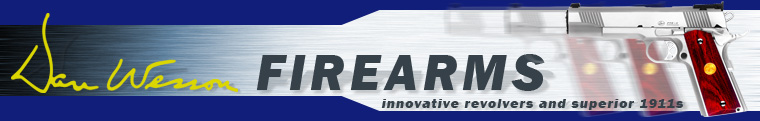
Bannière de l'entreprise

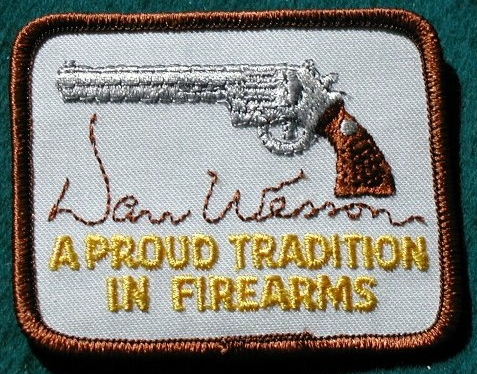
L'écusson de la firme Dan Wesson

Dan Wesson Firearms ou simplement Dan Wesson est un fabricant de revolvers à canons interchangeables et de pistolets semi-automatiques. L'entreprise créa de même des  munitions spécifiques à ces revolvers. En 2005, Dan Wesson a été racheté par Česká Zbrojovka. 

## Histoire
La firme fut créée en 1948 pour fabriquer des tournevis et du petit outillage. En 1968, son fondateur, Dan Wesson, l'arrière petit-fils du cofondateur de la firme Smith&Wesson, invente un revolver  et la firme devint la Dan Wesson Firearms. Elle se développe dans les années 1970 et 1980. En 1983, elle déménage mais reste dans le même État. Elle fait faillite en 1995 malgré la mise en production d'un clone du Colt M1911 de haut de gamme.  En 1996, elle est rachetée par des financiers new-yorkais. Sa nouvelle usine est ouverte dans l'État de New York. En 2005, elle passe sous le contrôle de CZ-USA et est dirigée par une femme, Alice Poluchová.
| Dates        | Raison sociale       | Lieu de production        | PDG                  | Actionnaire principal        |
| ------------ | -------------------- | ------------------------- | -------------------- | ---------------------------- |
| 1948–1968    | D. B. Wesson Inc.    | Monson (Massachusetts)    | D. B. Wesson         | D. B. Wesson                 |
| 1968–1971    | Dan Wesson Arms Inc. | Monson (Massachusetts)    | D. B. Wesson         | D. B. Wesson                 |
| 1971–1983    | Dan Wesson Arms Inc. | Monson (Massachusetts)    | Seth et Carol Wesson | Famille Wesson               |
| 1983–1995    | Wesson Firearms Co.  | Palmer (Massachusetts)    | Wesson               | Wesson                       |
| 1996–2005    | Wesson Firearms      | Norwich, État de New York | Bob Serva            | New York International Corp. |
| 2005–présent | Wesson Firearms      | Norwich, État de New York | Alice Poluchová      | CZ-USA                       |

## Gamme
La gamme 2014 comprend :
- des pistolets dérivés des Colt M1911 et Commander.
- des revolvers à canons interchangeables destinés à la défense personnelle, à la chasse et au tir sportif.

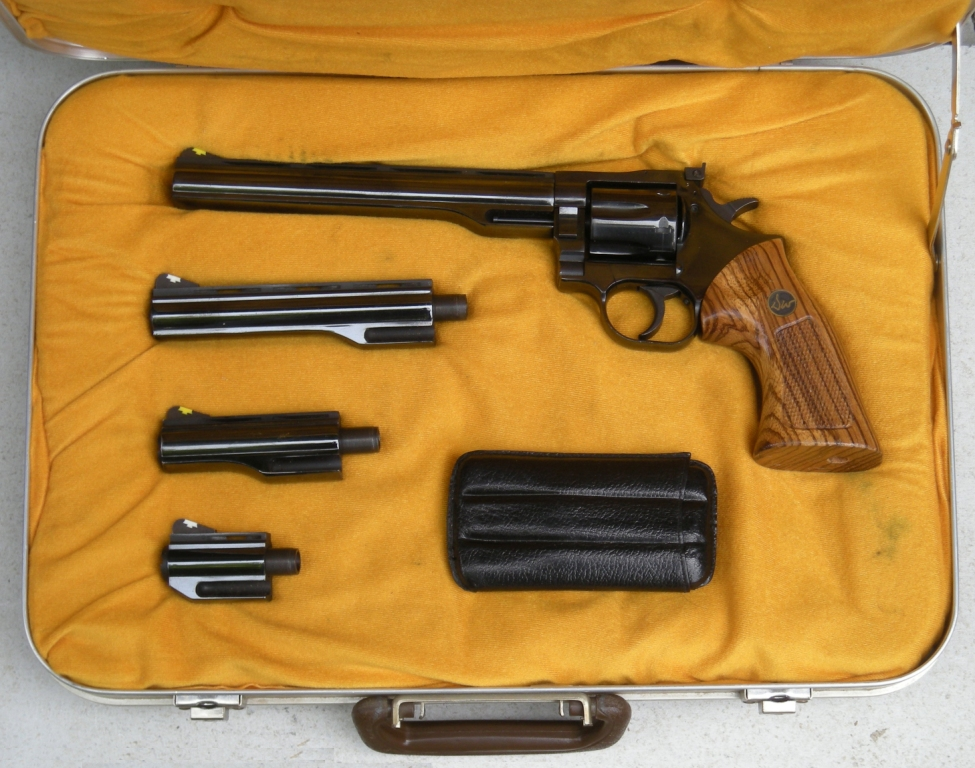
Dan Wesson revolver . 357 Magnum, 3 canons
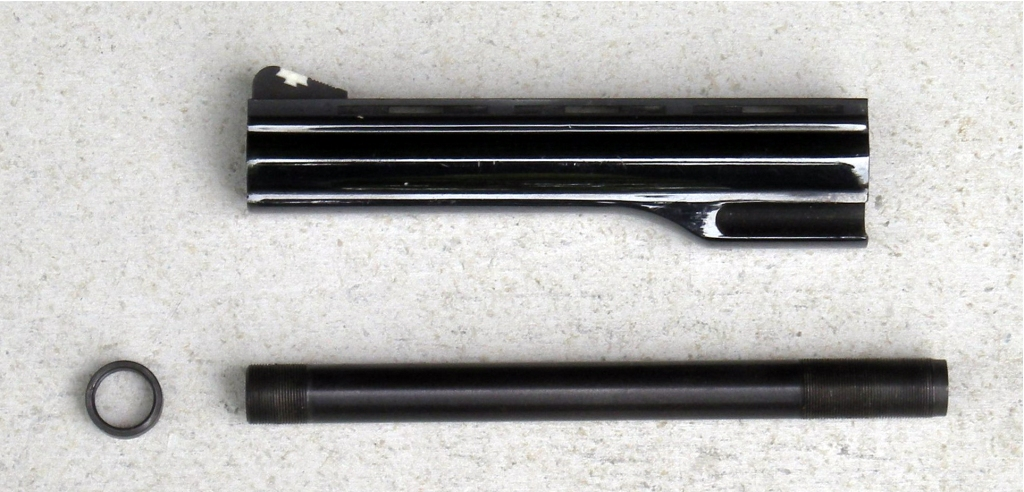
Dan Wesson revolver, canon démonté
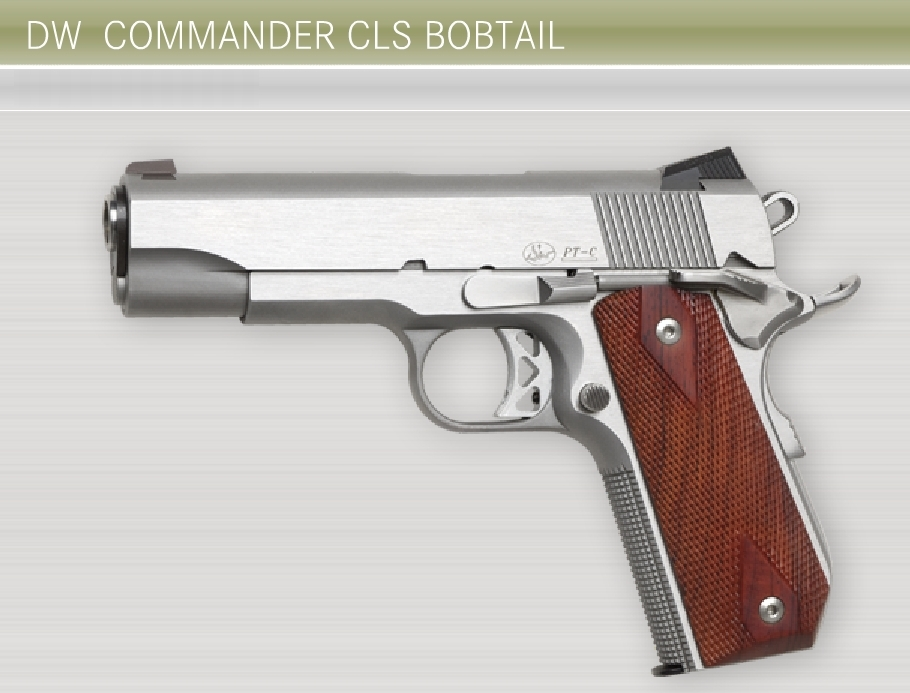
Dan Wesson 1911 DW Commander Cls Bobtail 4.25” inox
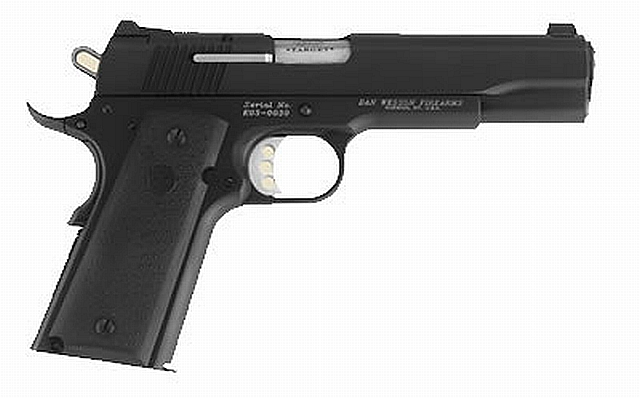
Dan Wesson 1911 DW Panther (K03-B) bronzé
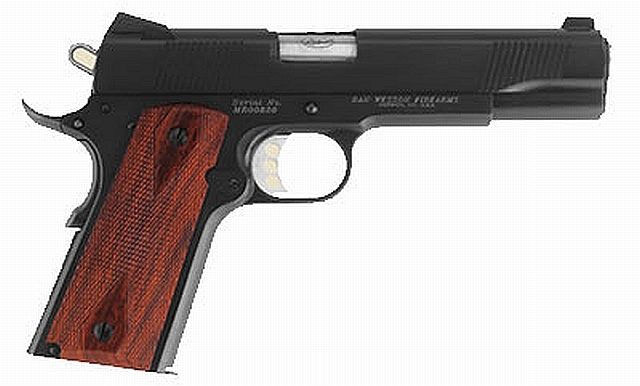
Dan Wesson 1911 DW Pointman Minor bronzé
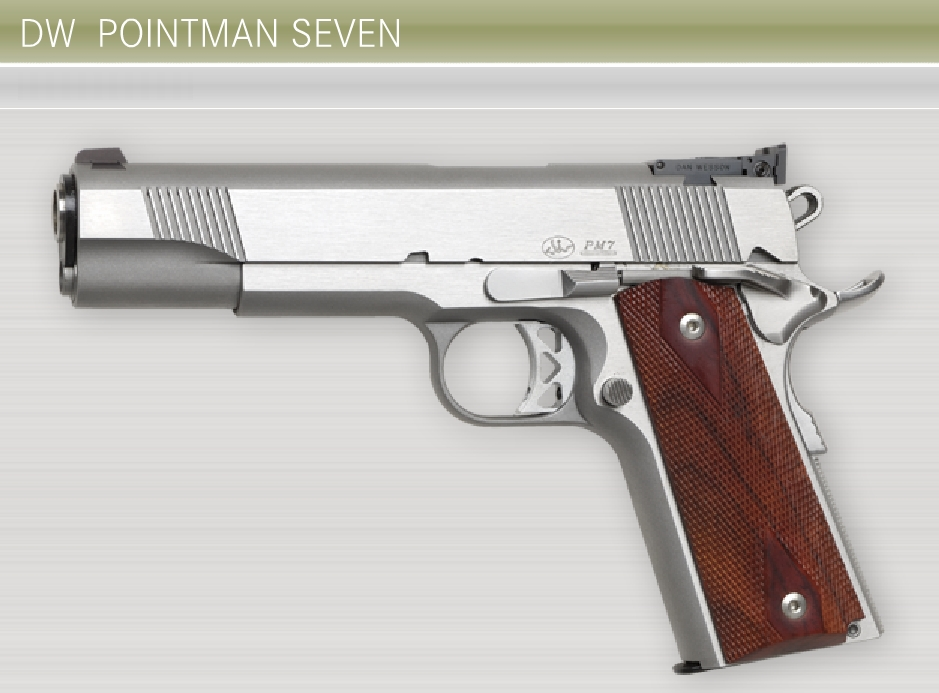
Dan Wesson 1911 DW Pointman Seven 5” inox
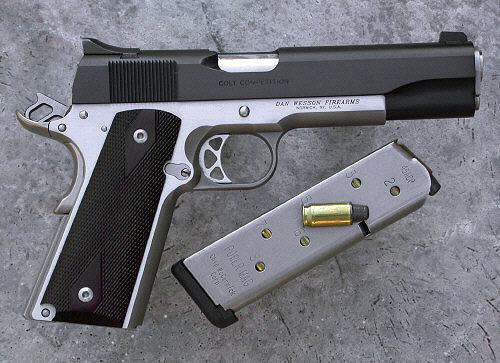
Dan Wesson 1911 DW Patriot (PT E 45)
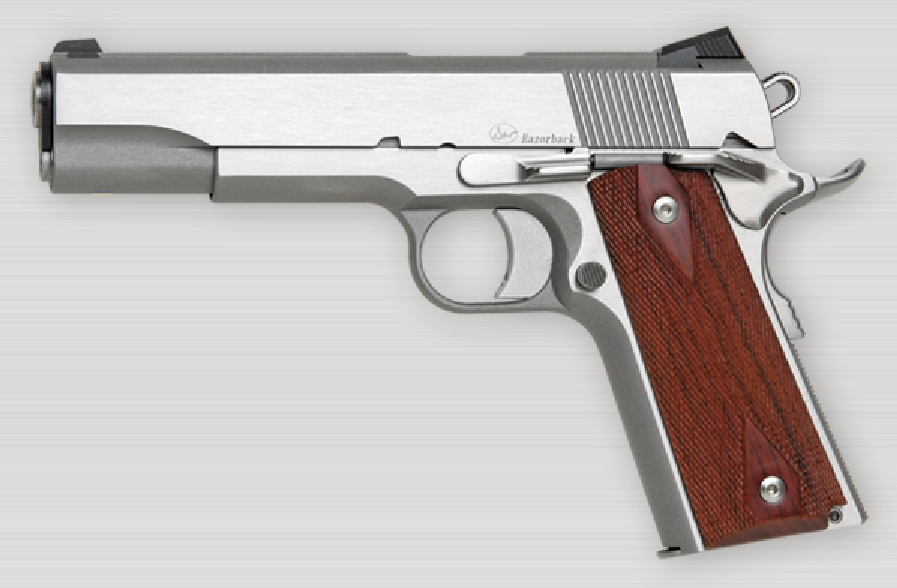
Dan Wesson 1911 DW RZ-10 Razorback inox

## Utilisation officielle
Le service de sécurité de la National Archives and Records Administration portent des Dan Wesson M14 en .357 Magnum.